# Barindia
Barindia, également appelé Barindja, est une localité située dans le département de Diébougou de la province du Bougouriba dans la région Sud-Ouest au Burkina Faso. En 2006, cette localité comptait 584 habitants dont 53.4 % de femmes.

## Santé et éducation
Le centre de soins le plus proche de Barindia est le centre médical avec antenne chirurgicale (CMA) de la province de Diébougou.
Le village possède une école primaire publique.